# ميجنون هولاند أندرسون
ميجنون هولاند أندرسون (بالإنجليزية: Mignon Holland Anderson)‏ (و. 1945  م) هي كاتِبة أمريكية، ولدت في مقاطعة نورثهامبتون.

## التعليم
تعلمت في جامعة كولومبيا، وتعلمت في جامعة فيسك ‏، وتعلمت في كلية الفنون في جامعة كولومبيا ‏
.